# Noord-Korea op de Olympische Zomerspelen 1980
Noord-Korea nam deel aan de Olympische Zomerspelen 1980 in Moskou, Sovjet-Unie. Het was de derde deelname en net als bij hun vorige deelnames werden er medailles gewonnen. In totaal verzamelde men 3 zilveren en 2 bronzen medailles.

## Medailleoverzicht
| Sport         | Olympiër     | Discipline            | Medaille |
| ------------- | ------------ | --------------------- | -------- |
| Gewichtheffen | Bong-Chol Ho | -52kg (m)             | Zilver   |
| Worstelen     | Se-Hong Jang | -48kg vrije stijl (m) | Zilver   |
| Worstelen     | Ho-Pyong Li  | -57kg vrije stijl (m) | Zilver   |
| Boksen        | Ri Byong-uk  | -48kg (m)             | Brons    |
| Gewichtheffen | Gyong-Si Han | -52kg (m)             | Brons    |

## Deelnemers en resultaten

### Atletiek
| Olympiër       | Discipline   | Resultaat | Prestatie |
| -------------- | ------------ | --------- | --------- |
| Chang Sop-Choe | marathon (m) | 33e       | 2:22.42   |
| Koh Chun-Son   | marathon (m) | 27e       | 2:20.08   |
| Li Jong-Hyung  | marathon (m) | 29e       | 2:21.10   |

### Boksen
| Olympiër      | Discipline  | Resultaat | Prestatie |
| ------------- | ----------- | --------- | --- |
| Li Byong-Uk   | -48kg (m)   | Brons     | 1ste ronde: W van POL Pielesiak: 3-2 2de ronde: W van MEX Sosa: 3-2 kwartfinale: W van ROU Şchiopu: 4-1 halve finale: V van URS Sabirov: 0-5 |
| Yo Ryon-Sik   | -51kg (m)   | 5e        | 1ste ronde: W van IND Dass: 5-0 2de ronde: W van VEN Guevara: 4-1 kwartfinale: V van IRL Russell: 2-3                                        |
| Gu Yong-ju    | -57kg (m)   | 17e       | 1ste ronde: vrij 2de ronde: V van POL Kosedowski: 0-5                                                                                        |
| Jong Jo-Ung   | -60kg (m)   | 9e        | 1ste ronde: W van AFG Ghulam: scheidsrechterlijke beslissing 2de ronde: V van URS Demyanenko: 0-5                                            |
| Ryu Bun-Hwa   | -63,5kg (m) | 9e        | 1ste ronde: W van NEP Malakar: scheidsrechterlijke beslissing 2de ronde: V van CUB Aguilar: 1-4                                              |
| Jang Bong-mun | -75kg (m)   | 5e        | 1ste ronde: vrij 2de ronde: W van VEN Cabeza: knock-out kwartfinale: V van CUB Gómez: knock-out                                              |

### Boogschieten
| Olympiër      | Discipline      | Resultaat | Prestatie                                                                             |
| ------------- | --------------- | --------- | ------------------------------------------------------------------------------------- |
| Kim Gye-Yong  | individueel (m) | 22e       | 1ste ronde: 14de met 1203 punten 2de ronde: 26ste met 1128 punten totaal: 2331 punten |
|               |                 |           |                                                                                       |
| Gwang Sun-o   | individueel (v) | 5e        | 1ste ronde: 5de met 1195 punten 2de ronde: 4de met 1206 punten totaal: 2401 punten    |
| Sok Chang-suk | individueel (v) | 17e       | 1ste ronde: 18de met 1119 punten 2de ronde: 16de met 1150 punten totaal: 2269 punten  |

### Gewichtheffen
| Olympiër      | Discipline  | Resultaat | Prestatie                                                        |
| ------------- | ----------- | --------- | ---------------------------------------------------------------- |
| Han Gyong-si  | -52kg (m)   | Brons     | trekken: 1ste met 110kg stoten: 3de met 135kg totaal: 245kg      |
| Ho Bong-chol  | -52kg (m)   | Zilver    | trekken: 1ste met 110kg stoten: 2de met 135kg totaal: 245kg      |
| Choe Jong-sop | -56kg (m)   | 9e        | trekken: 8ste met 105kg stoten: 10de met 137,5kg totaal: 242,5kg |
| Yang Eui-yong | -56kg (m)   | 5e        | trekken: 4de met 112,5kg stoten: 2de met 150kg totaal: 262,5kg   |
| Li Gwang-ju   | -67,5kg (m) | 13e       | trekken: 11de met 125kg stoten: 12de met 155kg totaal: 280kg     |

### Gymnastiek
| Olympiër                                                                        | Discipline               | Resultaat | Prestatie                                                              |
| ------------------------------------------------------------------------------- | ------------------------ | --------- | ---------------------------------------------------------------------- |
| Cho Hun                                                                         | brug (m)                 | 24e       | kwalificatie: 24ste met 19,00 punten                                   |
| Han Gwang-Song                                                                  | brug (m)                 | 24e       | kwalificatie: 24ste met 19,00 punten                                   |
| Kang Gwang-Song                                                                 | brug (m)                 | 40e       | kwalificatie: 40ste met 18,75 punten                                   |
| Kim Gwang-Jin                                                                   | brug (m)                 | 32e       | kwalificatie: 32ste met 18,90 punten                                   |
| Li Su-Gil                                                                       | brug (m)                 | 53e       | kwalificatie: 53ste met 18,40 punten                                   |
| Song Sun-Bong                                                                   | brug (m)                 | 62e       | kwalificatie: 62ste met 17,15 punten                                   |
| Cho Hun                                                                         | paard voltige (m)        | 59e       | kwalificatie: 59ste met 17,55 punten                                   |
| Han Gwang-Song                                                                  | paard voltige (m)        | 55e       | kwalificatie: 55ste met 17,90 punten                                   |
| Kang Gwang-Song                                                                 | paard voltige (m)        | 62e       | kwalificatie: 62ste met 17,00 punten                                   |
| Kim Gwang-Jin                                                                   | paard voltige (m)        | 65e       | kwalificatie: 65ste met 16,55 punten                                   |
| Li Su-Gil                                                                       | paard voltige (m)        | 64e       | kwalificatie: 64ste met 16,65 punten                                   |
| Song Sun-Bong                                                                   | paard voltige (m)        | 60e       | kwalificatie: 60ste met 17,20 punten                                   |
| Cho Hun                                                                         | rekstok (m)              | 56e       | kwalificatie: 56ste met 18,00 punten                                   |
| Han Gwang-Song                                                                  | rekstok (m)              | 64e       | kwalificatie: 64ste met 17,45 punten                                   |
| Kang Gwang-Song                                                                 | rekstok (m)              | 44e       | kwalificatie: 44ste met 18,30 punten                                   |
| Kim Gwang-Jin                                                                   | rekstok (m)              | 63e       | kwalificatie: 63ste met 17,50 punten                                   |
| Li Su-Gil                                                                       | rekstok (m)              | 53e       | kwalificatie: 53ste met 18,05 punten                                   |
| Song Sun-Bong                                                                   | rekstok (m)              | 49e       | kwalificatie: 49ste met 18,20 punten                                   |
| Cho Hun                                                                         | ringen (m)               | 33e       | kwalificatie: 33ste met 18,70 punten                                   |
| Han Gwang-Song                                                                  | ringen (m)               | 44e       | kwalificatie: 44ste met 18,35 punten                                   |
| Kang Gwang-Song                                                                 | ringen (m)               | 55e       | kwalificatie: 55ste met 18,05 punten                                   |
| Kim Gwang-Jin                                                                   | ringen (m)               | 12e       | kwalificatie: 12de met 19,40 punten                                    |
| Li Su-Gil                                                                       | ringen (m)               | 53e       | kwalificatie: 47ste met 18,30 punten                                   |
| Song Sun-Bong                                                                   | ringen (m)               | 50e       | kwalificatie: 50ste met 18,25 punten                                   |
| Cho Hun                                                                         | sprong (m)               | 63e       | kwalificatie: 63ste met 18,05 punten                                   |
| Han Gwang-Song                                                                  | sprong (m)               | 57e       | kwalificatie: 57ste met 18,60 punten                                   |
| Kang Gwang-Song                                                                 | sprong (m)               | 41e       | kwalificatie: 41ste met 19,00 punten                                   |
| Kim Gwang-Jin                                                                   | sprong (m)               | 46e       | kwalificatie: 46ste met 18,95 punten                                   |
| Li Su-Gil                                                                       | sprong (m)               | 51e       | kwalificatie: 51ste met 18,80 punten                                   |
| Song Sun-Bong                                                                   | sprong (m)               | 41e       | kwalificatie: 41ste met 19,00 punten                                   |
| Cho Hun                                                                         | vloer (m)                | 63e       | kwalificatie: 64ste met 17,60 punten                                   |
| Han Gwang-Song                                                                  | vloer (m)                | 36e       | kwalificatie: 36ste met 18,70 punten                                   |
| Kang Gwang-Song                                                                 | vloer (m)                | 42e       | kwalificatie: 42ste met 18,60 punten                                   |
| Kim Gwang-Jin                                                                   | vloer (m)                | 43e       | kwalificatie: 43ste met 18,50 punten                                   |
| Li Su-Gil                                                                       | vloer (m)                | 55e       | kwalificatie: 55ste met 18,10 punten                                   |
| Song Sun-Bong                                                                   | vloer (m)                | 30e       | kwalificatie: 30ste met 18,80 punten                                   |
| Cho Hun                                                                         | meerkamp individueel (m) | 57e       | kwalificatie: 57ste met 108,90 punten                                  |
| Han Gwang-Song                                                                  | meerkamp individueel (m) | 26e       | kwalificatie: 49ste met 109,80 punten finale: 26ste met 112,350 punten |
| Kang Gwang-Song                                                                 | meerkamp individueel (m) | 27e       | kwalificatie: 52ste met 109,70 punten finale: 27ste met 112,300 punten |
| Kim Gwang-Jin                                                                   | meerkamp individueel (m) | 36e       | kwalificatie: 49ste met 109,80 punten finale: 36ste met 54,900 punten  |
| Li Su-Gil                                                                       | meerkamp individueel (m) | 61e       | kwalificatie: 61ste met 108,30 punten                                  |
| Song Sun-Bong                                                                   | meerkamp individueel (m) | 60e       | kwalificatie: 60ste met 108,60 punten                                  |
| Cho Hun Han Gwang-Song Kang Gwang-Song Kim Gwang-Jin Li Su-Gil Song Sun-Bong    | meerkamp team (m)        | 9e        | 551,350 punten                                                         |
|                                                                                 |                          |           |                                                                        |
| Choe Jong-Sil                                                                   | balk (v)                 | 25e       | kwalificatie: 25ste met 19,00 punten                                   |
| Choi Myong-Hui                                                                  | balk (v)                 | 51e       | kwalificatie: 51ste met 17,80 punten                                   |
| Kang Myong-Suk                                                                  | balk (v)                 | 43e       | kwalificatie: 43ste met 18,35 punten                                   |
| Kim Chun-Son                                                                    | balk (v)                 | 57e       | kwalificatie: 57ste met 17,50 punten                                   |
| Lo Ok-Sil                                                                       | balk (v)                 | 58e       | kwalificatie: 58ste met 17,40 punten                                   |
| Sin Myong-Ok                                                                    | balk (v)                 | 45e       | kwalificatie: 45ste met 18,15 punten                                   |
| Choe Jong-Sil                                                                   | brug (v)                 | 43e       | kwalificatie: 43ste met 18,35 punten                                   |
| Choi Myong-Hui                                                                  | brug (v)                 | 60e       | kwalificatie: 60ste met 17,40 punten                                   |
| Kang Myong-Suk                                                                  | brug (v)                 | 57e       | kwalificatie: 57ste met 17,70 punten                                   |
| Kim Chun-Son                                                                    | brug (v)                 | 54e       | kwalificatie: 54ste met 17,80 punten                                   |
| Lo Ok-Sil                                                                       | brug (v)                 | 50e       | kwalificatie: 50ste met 17,95 punten                                   |
| Sin Myong-Ok                                                                    | brug (v)                 | 55e       | kwalificatie: 55ste met 17,75 punten                                   |
| Choe Jong-Sil                                                                   | sprong (v)               | 29e       | kwalificatie: 29ste met 19,20 punten                                   |
| Choi Myong-Hui                                                                  | sprong (v)               | 47e       | kwalificatie: 47ste met 18,20 punten                                   |
| Kang Myong-Suk                                                                  | sprong (v)               | 43e       | kwalificatie: 43ste met 18,50 punten                                   |
| Kim Chun-Son                                                                    | sprong (v)               | 51e       | kwalificatie: 51ste met 18,05 punten                                   |
| Lo Ok-Sil                                                                       | sprong (v)               | 60e       | kwalificatie: 60ste met 17,35 punten                                   |
| Sin Myong-Ok                                                                    | sprong (v)               | 45e       | kwalificatie: 45ste met 18,35 punten                                   |
| Choe Jong-Sil                                                                   | vloer (v)                | 44e       | kwalificatie: 44ste met 18,30 punten                                   |
| Choi Myong-Hui                                                                  | vloer (v)                | 50e       | kwalificatie: 50ste met 17,80 punten                                   |
| Kang Myong-Suk                                                                  | vloer (v)                | 50e       | kwalificatie: 50ste met 17,80 punten                                   |
| Kim Chun-Son                                                                    | vloer (v)                | 46e       | kwalificatie: 46ste met 18,05 punten                                   |
| Lo Ok-Sil                                                                       | vloer (v)                | 50e       | kwalificatie: 50ste met 17,80 punten                                   |
| Sin Myong-Ok                                                                    | vloer (v)                | 45e       | kwalificatie: 45ste met 18,25 punten                                   |
| Choe Jong-Sil                                                                   | individuele meerkamp (v) | 19e       | kwalificatie: 39ste met 74,85 punten finale: 19de met 74,775 punten    |
| Choi Myong-Hui                                                                  | individuele meerkamp (v) | 53e       | kwalificatie: 53ste met 71,20 punten                                   |
| Kang Myong-Suk                                                                  | individuele meerkamp (v) | 34e       | kwalificatie: 47ste met 72,35 punten finale: 34ste met 69,275 punten   |
| Kim Chun-Son                                                                    | individuele meerkamp (v) | 51e       | kwalificatie: 51ste met 71,40 punten                                   |
| Lo Ok-Sil                                                                       | individuele meerkamp (v) | 58e       | kwalificatie: 58ste met 70,50 punten                                   |
| Sin Myong-Ok                                                                    | individuele meerkamp (v) | 24e       | kwalificatie: 46ste met 72,50 punten finale: 24ste met 72,300 punten   |
| Choe Jong-Sil Sin Myong-Ok Kang Myong-Suk Kim Chun-Son Choi Myong-Hui Lo Ok-Sil | meerkamp team (v)        | 8e        | 364,050 punten                                                         |

### Judo
| Olympiër      | Discipline      | Resultaat | Prestatie |
| ------------- | --------------- | --------- | --- |
| Ko hyong      | -60kg (m)       | 11e       | 1ste ronde: W van MEX González: yuko 2de ronde: W van CRC Sanabria: waza-ari kwartfinale: V van HUN Kincses: yusei-gachi                                                |
| Kim Byong-gun | -71kg (m)       | 7e        | 1ste ronde: W van ALG Brahim: yuko 2de ronde: W van HUN Molnár: yusei-gachi kwartfinale: V van ITA Gamba: ippon herkansingen: V van FRA Dyot: yusei-gachi               |
| Jang Il Nam   | -78kg (m)       | 13e       | 1ste ronde: vrij 2de ronde: V van ROU Frăţică: walk-over |
| Pak Jong-chol | -71kg (m)       | 5e        | 1ste ronde: W van AUT Seisenbacher: ippon 2de ronde: V van ROU Toma: koka                                                                                               |
| Kim Myong-gyu | +95kg (m)       | 5e        | 1ste ronde: vrij 2de ronde: W van BRA Filho: koka kwartfinale: W van HUN Varga: yuko halve finale: V van BUL Zapryanov: yusei-gachi bronzen finale: V van YUG Kovačević |
| Kim Myong-gyu | open klasse (m) | 15e       | 1ste ronde: V van URS Novikov: ippon |

### Schietsport
| Olympiër     | Discipline             | Resultaat | Prestatie                             |
| ------------ | ---------------------- | --------- | ------------------------------------- |
| Kim Dong-gil | 50m geweer 3 houdingen | 11e       | 1153 punten: (396-386-371)            |
| Ri Ho-jun    | 50m geweer 3 houdingen | 11e       | 1153 punten: (390-384-379)            |
| Kim Gyong-Ho | 50m geweer liggend     | 25e       | 592 punten: (99-97-100-100-98-98)     |
| Kim Jun-sop  | 50m geweer liggend     | 20e       | 593 punten: (98-99-100-99-98-99)      |
| Kim Ji-jong  | 50m pistool            | 18e       | 551 punten: (88-93-90-93-96-91)       |
| So Gil-San   | 50m pistool            | 4e        | 555 punten: (91-97-94-93-93-97)       |
| So Gil-San   | 25m snelvuurpistool    | 9e        | 594 punten: (298-296)                 |
| Yun Chang-Ho | 25m snelvuurpistool    | 19e       | 588 punten: (292-296)                 |
| Kim Hwa-jong | skeet                  | 34e       | 185 punten: (22-24-23-23-25-23-23-22) |
| Kim Jun-Ho   | skeet                  | 30e       | 593 punten: (24-24-21-25-24-24-23-23) |
| Han In-sok   | 50m bewegend doel      | 11e       | 574 punten: (290-284)                 |
| Jo Song-nam  | 50m bewegend doel      | 9e        | 576 punten: (292-284)                 |

### Worstelen
| Olympiër       | Discipline  | Resultaat   | Prestatie |
| Vrije stijl    | Vrije stijl | Vrije stijl | Vrije stijl |
| -------------- | ----------- | ----------- | --- |
| Jang Se-hong   | -48kg (m)   | Zilver      | 1ste ronde: W van MGL Khishigbaatar 2de ronde: W van IRQ Jabbar 3de ronde: W van AFG Aktar 4de ronde: V van ITA Pollio 5de ronde: W van POL Falandys: 13-8 6de ronde: W van URS Kornilayev |
| Jang Dok-ryong | -52kg (m)   | 5e          | 1ste ronde: V van IND Kumar: 7-12 2de ronde: W van GBR Dunbar: 37-2 3de ronde: W van AFG Aynutdin 4de ronde: V van BUL Selimov: 6-16                                                       |
| Li Ho-pyong    | -56kg (m)   | Zilver      | 1ste ronde: W van AUS Brown 2de ronde: W van GBR Gill 3de ronde: W van POL Kończak: 9-5 4de ronde: W van ROU Neagu: 10-3 5de ronde: V van URS Beloglazov 6de ronde: G van MGL Oyuunbold    |

Afghanistan · Algerije · Andorra · Angola · Australië · België · Benin · Birma · Botswana · Brazilië · Bulgarije · Colombia · Congo-Brazzaville · Costa Rica · Cuba · Cyprus · Denemarken · Dominicaanse Republiek · Duitse Democratische Republiek · Ecuador · Ethiopië · Finland · Frankrijk · Griekenland · Groot-Brittannië · Guatemala · Guinee · Guyana · Hongarije · Ierland · IJsland · India · Irak · Italië · Jamaica · Joegoslavië · Jordanië · Kameroen · Koeweit · Laos · Lesotho · Libanon · Liberia · Libië · Luxemburg · Madagaskar · Mali · Malta · Mexico · Mongolië · Mozambique · Nederland · Nepal · Nicaragua · Nieuw-Zeeland · Nigeria · Noord-Korea · Oeganda · Oostenrijk · Peru · Polen · Portugal · Puerto Rico · Roemenië · San Marino · Senegal · Seychellen · Sierra Leone · Sovjet-Unie · Spanje · Sri Lanka · Syrië · Tanzania · Trinidad en Tobago · Tsjecho-Slowakije · Venezuela · Vietnam · Zambia · Zimbabwe · Zweden · Zwitserland